# 8266 Bertelli
8266 Bertelli (1986 TC) là một tiểu hành tinh vành đai chính.